# Ekaterina Dafovska
Ekaterina Dafovska (n. 28 noiembrie 1975, Cepelare, Smolean, Bulgaria) este o biatlonistă ce a reprezentat Bulgaria, medaliată olimpică. A participat la 4 ediții ale Jocurilor Olimpice (1994, 1998, 2002, 2006) în care a câștigat o medalie de aur.